# Вшельское сельское поселение
Вшельское сельское поселение — упразднённое с 12 апреля 2010 года муниципальное образование в Солецком муниципальном районе Новгородской области России.
Административным центром была деревня Вшели.
Территория сельского поселения располагалась на западе Новгородской области и северо-западе Солецкого района, неподалёку от административной границы с Псковской областью. По территории протекает река Мшага.
Вшельское сельское поселение было образовано в соответствии с законом Новгородской области от 11 ноября 2005 года № 559-ОЗ.

## Населённые пункты
На территории сельского поселения были расположены 26 населённых пунктов (деревень): Бараново, Болотско, Борок, Веретье, Видони, Вшели, Грядско, Каменка, Киевец, Малахово, Немены, Низы, Никольско, Новоселье, Остров, Подоклинье, Поляны, Поречье, Стобольско, Сторонье, Тепяницы, Теребуни, Толчино, Узки, Череменец, Язвищи.

## Транспорт
По территории сельского поселения проходит автодорога от автотрассы А116 (от моста через Ситню в Ситне) в Уторгош.